# Trpín
Trpín (en allemand : Tirpin) est une commune du district de Svitavy, dans la région de Pardubice, en République tchèque. Sa population s'élevait à 446 habitants en 2024.

## Géographie
Trpín se trouve à 5 km au nord-nord-ouest du centre d'Olešnice, à 19 km au sud-sud-ouest de Svitavy, à 67 km au sud-est de Pardubice et à 151 km à l'est-sud-est de Prague.
La commune est limitée par Hartmanice au nord, par Svojanov au nord et à l'est, par Kněževes au sud-est, par Olešnice au sud, et par Velké Tresné, Rovečné et Bystré à l'ouest.

## Histoire
La première mention écrite de la localité date de 1349.

## Transports
Par la route, Trpín se trouve à 6,5 km de Bystré, à 31 km de Svitavy, à 84 km de Pardubice et à 198 km de Prague. 